# Strangeitude
Strangeitude – album studyjny zespołu Ozric Tentacles wydany w 1991 roku. Album nagrany w składzie:
- Ed Wynne - gitara, syntezatory
- Joie Hinton - sampling, syntezatory
- Roly Wynne - gitara basowa
- Paul Hankin - conga (2 i 7)
- Merv Pepler - perkusja
- Eoin Eogan (John Egan) - flet, wokal

## Lista utworów
| Nr | Tytuł                          | Długość |
| -- | ------------------------------ | ------- |
| 1  | "White Rhino Tea"              | 5:55    |
| 2  | "Sploosh"                      | 6:24    |
| 3  | "Saucers"                      | 7:30    |
| 4  | "Strangeitude"                 | 7:29    |
| 5  | "Bizarre Bazaar"               | 4:04    |
| 6  | "Space Between Your Ears"      | 7:46    |
| 7  | "Live Throbbe"                 | 7:16    |
| 8  | "Weirditude (Utwór dodatkowy)" |         |